# Wendy Williams
Wendy Joan Williams, född 18 juli 1964 i Asbury Park, New Jersey, är en amerikansk komiker och programledare i TV och radio, mest känd som värd för sin egen framgångsrika talkshow; The Wendy Williams Show som visades dagligen mellan 2008 och 2022. 
Under flera årtionden ledde hon dagliga radioprogram i New York med mycket höga lyssnarsiffror. Framgångarna där ledde till att hennes program kom att sändas på radiostationer över hela USA. Efter framgångarna med sin dagliga talkshow i TV valde Williams 2012 att helt lämna radiomediet.
Wendy Williams var under många år den populäraste programledaren på New Yorks radioscen med sin dagliga show på eftermiddagarna. Hon hördes dagligen på stationen 98,7 Kiss FM i New York  med formatet urban AC. Hennes kännetecken var hela tiden hennes unika och säregna sätt att berätta och skvallra om kändisar. Hon har många gånger hamnat i hetluften för att hon spridit kontroversiella rykten om artister, vilket lett till kraftiga dispyter och i vissa fall stämningar.
Under en radiosändning 1995 delade Williams med sig om rykten att rapparen Tupac Shakur hade blivit våldtagen i fängelse. Tupac blev rasande och hotade att stämma Williams på 20 000 amerikanska dollar. 2003 skapade hon kontrovers igen medan hon frågade Whitney Houston om sina drogvanor och den tumultartade relationen med Bobby Brown. Houston svor, läxade upp Williams och ska även ha sagt; "Om det här hade varit för länge sedan i Newark hade vi gjort upp om saken utanför, men inte nu, eftersom jag är en dam av klass." Klippet från intervjun har sedan dess spridits på nätet, i synnerhet via sociala medier.
Under 2009 meddelade Williams att det planerades att göra en film om hennes liv. Våren 2015 passerade Wendy Williams Show 1 000 producerade avsnitt samtidigt som tittarsiffrorna under 2015 ökade kraftigt.
År 2018 började Williams få problem med hälsan. Till följd av hälsoproblem slutade hon som programledare för Wendy Williams Show 2021 och följande år lades programmet ner helt. År 2024 meddelades det att hon drabbats av afasi och frontallobsdemens.

## Priser och utmärkelser
- "Årets radiopersonlighet" från både Billboard och Radio & Records
- "Most Guiltiest Pleasure" vid NewNowNext Awards för The Wendy Williams Show (2009)
- 2009 fick hon en stjärna på National Radio Hall of Fame[7]
- "Woman of the Year" år 2009 av E! Network's The Soup